# Harold Francis Sylvester King
Harold Francis Sylvester King, britanski general, * 1895, † 1974.